# Shange, Guangdong
Shange (kinesiska: 山阁) är en köping i sydöstra Kina. Den ligger i stadsdistriktet Maonan i staden Maoming i provinsen Guangdong, omkring 290 kilometer sydväst om provinshuvudstaden Guangzhou. Antalet invånare är 31 037. Befolkningen består av 14 808 kvinnor och 16 229 män. Barn under 15 år utgör 21,0 %, vuxna 15-64 år 69 %, och äldre över 65 år 9,0 %.